# 上森伯塔鄉

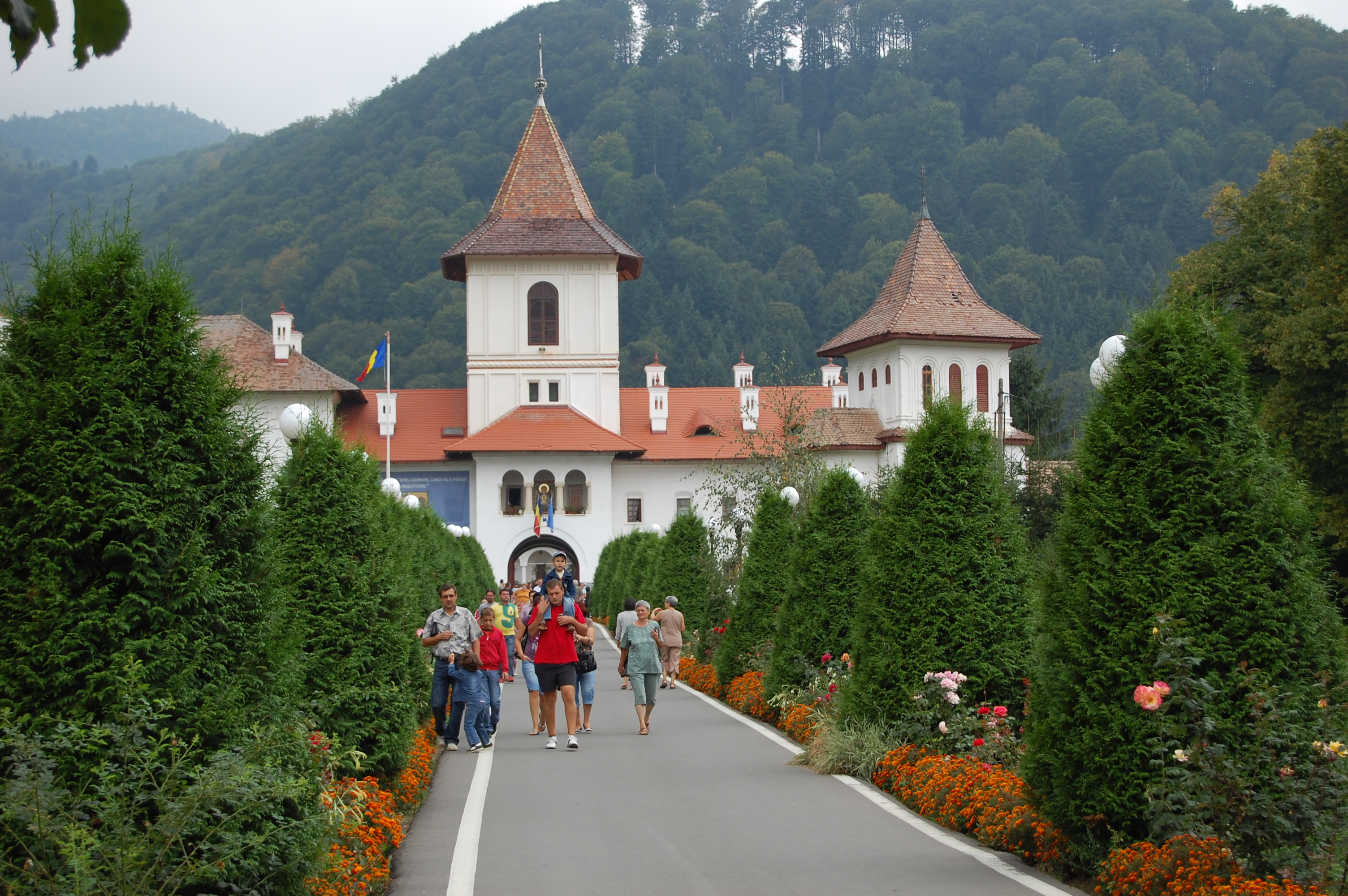

45°45′00″N 24°49′00″E / 45.75°N 24.8167°E
上森伯塔鄉（羅馬尼亞語：Comuna Sâmbăta de Sus, Brașov），是羅馬尼亞的鄉份，位於該國中部，由布拉索夫縣負責管轄，面積47平方公里，海拔高度556米，2007年人口1,437，人口密度每平方公里30人。